# Ghost Voices
«Ghost Voices» es una canción del productor estadounidense de música electrónica Porter Robinson bajo el alias Virtual Self. Fue lanzado el 8 de noviembre de 2017 como el segundo sencillo del EP debut homónimo del alias, que utiliza sonidos y estética de principios de la década de 2000. Robinson dijo que «Ghost Voices» era la canción más fácil de componer del EP, y utilizó un patrón de batería de estilo house y un break de estilo trance. En 2018, la canción recibió un vídeo musical oficial y fue remezclada por Raito y el propio Robinson, siendo este último remix llamado «Angel Voices». «Ghost Voices» recibió una nominación a Mejor Grabación Dance en la 61.ª edición de los Premios Grammy.

## Producción y composición
Porter Robinson escribió «Ghost Voices» para el EP Virtual Self, lanzado a través de un alias del mismo nombre. Robinson utilizó principios de la década de 2000 como principal fuente de inspiración para el sonido y las imágenes. Dijo que la pista era mucho más fácil de producir en comparación con otras canciones del EP. Inicialmente, Robinson intentó crear un nuevo sonido principal similar a la voz humana, así como un sonido ambiental «donde sonaba como si ella fuera al cielo, una progresión de acordes muy hermosa, triste y nostálgica». Según él, el resultado inicial sonó más lindo que la versión publicada de «Ghost Voices». Robinson dijo que estaba jugando al azar con las llaves; Después de hacer el riff, notó que era «pegadizo», lo que le hizo escribir una línea de bajo detrás, lo que resultó en un sonido que disfrutó. Después de esto, Robinson escribió el patrón de batería de estilo house. El primer drop fue escrita desde la melodía en el gancho, dándole una sensación oscura y misteriosa. Luego se centró en crear un break de estilo trance inspirada en el «cambio de siglo». Pasó dos o tres días editando las voces de una demostración aleatoria que había recibido (una actuación pop) para que sonara «fantasmal y etérea».
El alias Virtual Self está representado por dos personajes creados por Robinson, Pathselector y Technic-Angel. Robinson escribió «Ghost Voices» como una canción de Pathselector; las canciones de Pathselector fueron descritas por Robinson como neotrance, teniendo estrictamente un estilo trance, siendo de tempo medio y con influencias menos hardcore que las canciones de Technic-Angel. La pista tiene un tempo de 120 BPM. Andrew Rafter le escribió a DJ Mag que «Ghost Voices» «[combina] líneas de bajo deep house y bajas con líneas superiores de trance», mientras que Kat Bein de Billboard dijo que es «una melodía house elegante y sexy que aporta sentimiento, Halftime Garage Vibes», que tiene «un brillo como terciopelo oscuro con sintetizadores de bajo gruesos y ecos de trance». Philip Sherburne de Pitchfork dijo que, aunque la canción contiene «redobles rápidos y bajo clásico de 'Reese'», sus «giros vocales ágiles y aire furtivo» la acercan más a «la era posterior a Disclosure», siendo, a su vez, la canción con el sonido más contemporáneo del EP Virtual Self. Por el contrario, Bein la describió como la canción «más dank» del EP, y que su «ritmo house clásico y [toques] futuristas te invitan al lado oscuro de la pista de baile y la web».

## Lanzamiento y recepción
«Ghost Voices» fue lanzado como segundo sencillo del EP Virtual Self el 8 de noviembre de 2017, después de «Eon Break». Fue lanzado junto con lo que Kat Bein de Billboard describió como una «imagen púrpura de tonos fríos» con fuertes influencias de la era de GameCube. Se lanzó un video musical oficial a través del canal de YouTube de Robinson el 28 de febrero de 2018. El vídeo presenta a los dos personajes principales de Virtual Self, Pathselector y Technic-Angel, deambulando por un antiguo almacén lleno de computadoras abandonadas. Se lanzó una edición de radio el 12 de marzo, y los remixes de Raito se lanzaron el 6 de abril. El 22 de julio, Robinson lanzó un remix de la canción «Angel Voices»; Bein lo clasificó como happy hardcore.
El personal de Billboard eligió «Ghost Voices» como la 32.ª mejor canción dance/electrónica de 2017. En 2019, Bein dijo que la pista se había convertido en «la pista más destacada del proyecto». En una entrevista para la misma revista publicada en febrero de 2018, DJ Calvin Harris afirmó que la canción «le devolvió el amor por la música dance». «Ghost Voices» fue nominada a un premio Grammy a la mejor grabación dance en la 61.ª edición de los Premios Grammy, lo que marcó la primera nominación de Robinson al premio. En una declaración a Billboard en enero de 2019, Robinson dijo que ni siquiera se había dado cuenta de que la canción había sido enviada para su consideración y descubrió la nominación a través de Twitter. Robinson sintió que ganó «en el momento en que fue nominado». El personal de Billboard la nombró la decimoctava mejor canción dance de la década.

## Listas
| Listas (2018)                                        | Posición más alta |
| ---------------------------------------------------- | ----------------- |
| Belgium Bubbling Under (Ultratop Flanders)           | Sin clasificar    |
| Belgium dance (Ultratop Flanders)                    | 19                |
| UK Singles Downloads Chart (Official Charts Company) | 79                |